# 姉小路実尚
姉小路 実尚（あねがこうじ さねなお、旧字体：姉小路 實尙）は、鎌倉時代初期から中期にかけての公卿。権大納言・姉小路公宣の三男。官位は正二位・権中納言。

## 経歴
貞応2年12月（1224年1月）従五位下に叙爵し、翌年侍従に任ぜられる。嘉禄2年（1226年）従五位上に、寛喜3年（1231年）正五位下に叙され、嘉禎2年（1236年）従四位下・右近衛少将に叙任。嘉禎3年（1237年）常陸権守を兼ねる。
嘉禎4年（1238年）従四位上・右近衛中将に叙任。仁治元年（1240年）正四位下に進み、仁治2年（1241年）甲斐介を兼任。さらに宝治2年（1248年）正月土佐権介を兼任する。また、同年同月に後嵯峨上皇の行幸に殿上人として供奉している。建長2年（1250年）蔵人頭に補された。
建長3年（1251年）参議に任ぜられ公卿に列す。従三位に叙された後、左近衛中将を兼ねる。建長7年（1255年）正三位に叙され、正嘉元年（1257年）には従二位に進む。正嘉2年（1258年）権中納言に昇るが、同年11月に辞任し正二位に叙された。文永8年12月（1272年1月）出家しその後の消息は不明。

## 官歴
※以下、『公卿補任』の記載に従う。
- 貞応2年12月17日（1224年1月9日）：従五位下に叙爵。
- 貞応3年（1224年）正月22日：侍従に任ず。
- 嘉禄元年（1225年）7月24日：復任（父）。
- 嘉禄2年（1226年）正月5日：従五位上に叙す。
- 寛喜3年（1231年）正月29日：正五位下に叙す（前上西門院仁安元年大嘗會御給）。
- 嘉禎2年（1236年）4月14日：右近衛少将に任ず。12月29日（1237年1月27日）：従四位下に叙す（嘉陽門院去年大嘗會御給）。少将如元。
- 嘉禎3年（1237年）正月24日：常陸権守を兼ぬ。
- 嘉禎4年（1238年）4月6日：従四位上に叙す（臨時）。11月16日：右近衛中将に転ず。
- 仁治元年（1240年）11月14日：正四位下に叙す。
- 仁治2年（1241年）2月1日：甲斐介を兼ぬ。
- 宝治2年（1248年）正月6日：後嵯峨上皇行幸供奉。正月23日：土佐権介を兼ぬ。
- 建長2年（1250年）正月13日：蔵人頭に補す。正月20日：禁色を聴す。
- 建長3年（1251年）正月22日：参議に任ず。
- 従三位に叙す。
- 建長6年（1254年）8月5日：左近衛中将を兼ぬ。
- 建長7年（1255年）10月21日：正三位に叙す。
- 正嘉元年（1257年）11月15日[2]：従二位に叙す。
- 正嘉2年（1258年）正月13日：権中納言に任ず。11月1日：辞し、正二位に叙す。
- 文永8年12月（1272年1月）：出家。

## 系譜
- 父：姉小路公宣
- 母：藤原兼光の娘
- 妻：源兼氏の娘
  - 男子：姉小路公朝（? - 1317年）
- 妻：不詳
  - 男子：姉小路公尚
  - 男子：実昭（? - 1299年）